# Jeux panaméricains
 (décembre 2013).
Si vous disposez d'ouvrages ou d'articles de référence ou si vous connaissez des sites web de qualité traitant du thème abordé ici, merci de compléter l'article en donnant les références utiles à sa vérifiabilité et en les liant à la section « Notes et références ».
Les Jeux panaméricains sont une compétition multisports, organisée tous les quatre ans, dans laquelle participent les athlètes des pays des Amériques. La première édition s'est déroulée en 1951 à Buenos Aires, en Argentine.

## Histoire
L'idée d'organiser ces Jeux panaméricains vient de la tenue des jeux d'Amérique centrale dans les années 1920. En 1932, une première proposition fut faite pour l'organisation des premiers Jeux Panaméricains et l'organisation sportive panaméricaine était née. L'artisan de cette compétition a été l'Américain Avery Brundage qui cherchait un moyen pour organiser des Jeux en lieu et place des Jeux olympiques de 1940 qui n'allaient pas avoir lieu. Les premiers jeux furent prévus en 1942 à Buenos Aires, mais furent reportés à 1951 à cause de la Seconde Guerre mondiale. Dès lors, les jeux eurent lieu tous les quatre ans avec la participation de plus de 5 000 athlètes venant de 42 pays lors de la dernière édition.
Cependant, à l'instar des autres compétitions multisports organisées sur d'autres continents, les jeux Panaméricains n'ont pas une popularité importante dans la presse. Pour exemple, l'édition de 1999 à Winnipeg a vu la participation d'athlètes de second niveau et n'a bénéficié d'aucune couverture télévisée sur les principaux réseaux.
Il fut même organisée une édition hivernale des Jeux panaméricains, à Las Leñas (Argentine), en 1989, mais le succès fut si mitigé que la seconde édition fut annulée. Il n'y eut dès lors, aucune nouvelle édition des Jeux d'hiver panaméricains.

## Éditions

### Été

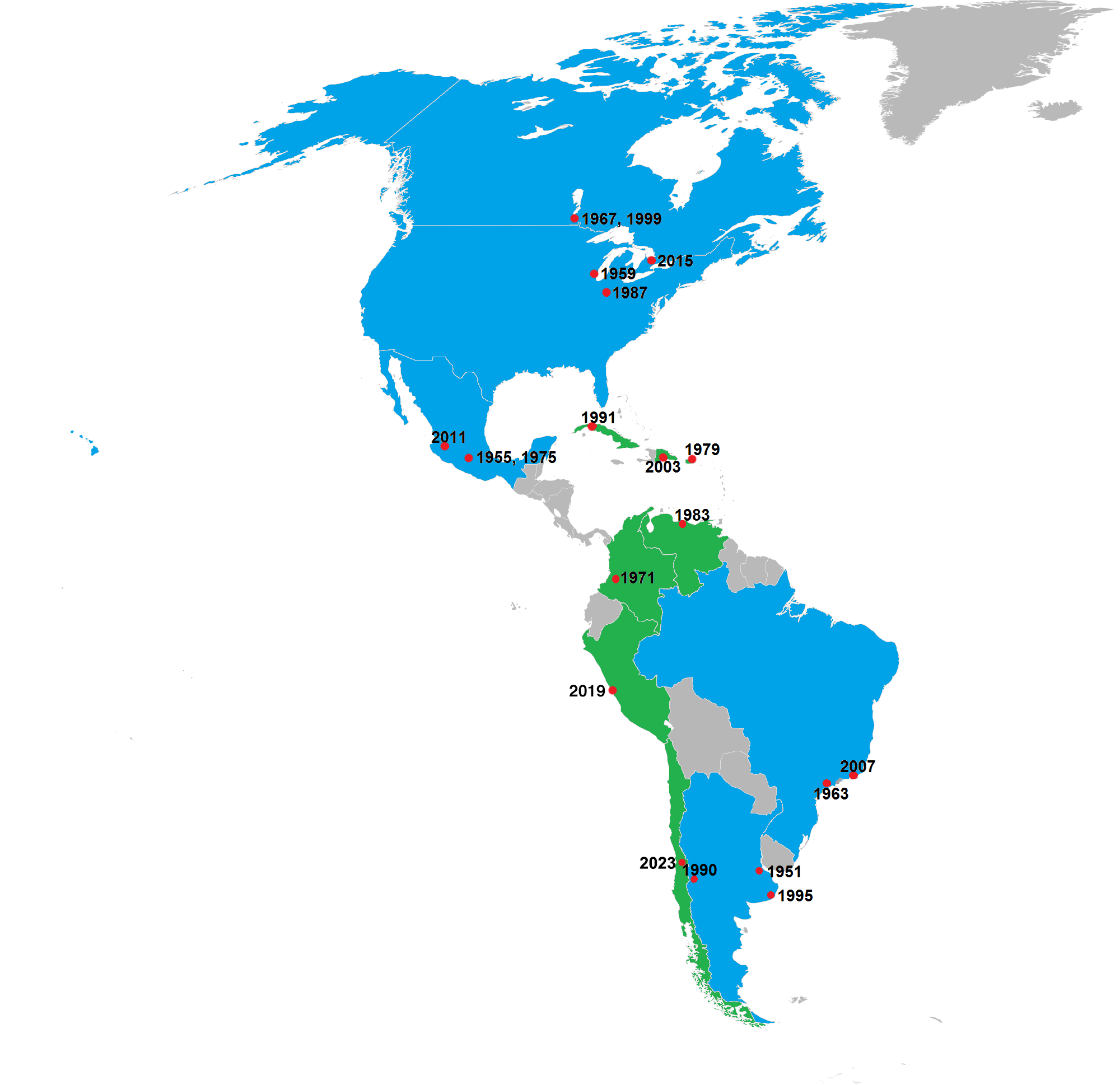
Pays hôte à plusieurs reprises
Pays hôte une seule fois

| Année | Édition | Ville hôte     | Pays hôte              | Dates                   | Nations | Sports | Athlètes |
| ----- | ------- | -------------- | ---------------------- | ----------------------- | ------- | ------ | -------- |
| 1951  | Ier     | Buenos Aires   | Argentine              | 25 février - 9 mars     | 21      | 18     | 2513     |
| 1955  | IIe     | Mexico         | Mexique                | 12 - 26 mars            | 22      | 17     | 2583     |
| 1959  | IIIe    | Chicago        | États-Unis             | 27 août - 7 septembre   | 25      | 15     | 2263     |
| 1963  | IVe     | São Paulo      | États-Unis du Brésil   | 20 avril - 5 mai        | 22      | 19     | 1665     |
| 1967  | Ve      | Winnipeg       | Canada                 | 23 juillet - 6 août     | 29      | 19     | 2361     |
| 1971  | VIe     | Cali           | Colombie               | 30 juillet - 13 août    | 32      | 17     | 2935     |
| 1975  | VIIe    | Mexico         | Mexique                | 12 - 26 octobre         | 33      | 19     | 3146     |
| 1979  | VIIIe   | San Juan       | Porto Rico             | 1er - 15 juillet        | 34      | 21     | 3700     |
| 1983  | IXe     | Caracas        | Venezuela              | 14 - 29 août            | 36      | 22     | 3426     |
| 1987  | Xe      | Indianapolis   | États-Unis             | 7 - 23 août             | 38      | 27     | 4360     |
| 1991  | XIe     | La Havane      | Cuba                   | 2 - 18 août             | 39      | 28     | 4519     |
| 1995  | XIIe    | Mar del Plata  | Argentine              | 12 - 26 mars            | 42      | 34     | 5144     |
| 1999  | XIIIe   | Winnipeg       | Canada                 | 23 juillet - 8 août     | 42      | 34     | 5083     |
| 2003  | XIVe    | Saint-Domingue | République dominicaine | 1er - 17 août           | 42      | 34     | 5233     |
| 2007  | XVe     | Rio de Janeiro | Brésil                 | 13 - 29 juillet         | 42      | 33     | 5633     |
| 2011  | XVIe    | Guadalajara    | Mexique                | 14 - 30 octobre         | 42      | 36     | 5996     |
| 2015  | XVIIe   | Toronto        | Canada                 | 10 - 26 juillet         | 41      | 36     | 6123     |
| 2019  | XVIIIe  | Lima           | Pérou                  | 26 juillet - 11 août    | 41      | 38     | 6668     |
| 2023  | XIXe    | Santiago       | Chili                  | 20 octobre - 5 novembre | 41      | 39     | 6909     |
| 2027  | XXe     | Lima           | Pérou                  |                         |         |        |          |

### Hiver
| Année | Édition | Ville hôte | Pays hôte | Dates             | Nations | Sports | Athlètes |
| ----- | ------- | ---------- | --------- | ----------------- | ------- | ------ | -------- |
| 1990  | Ier     | Las Leñas  | Argentine | 16 - 22 septembre | 8       | 1      | 97       |

### Junior
| Année | Édition | Ville hôte           | Pays hôte | Dates                    | Nations | Sports | Athlètes |
| ----- | ------- | -------------------- | --------- | ------------------------ | ------- | ------ | -------- |
| 2021  | Ier     | Cali-Valle del Cauca | Colombie  | 25 novembre - 5 décembre | 41      | 28     | 2 536    |

## Palmarès
Le tableau ci-dessous présente les 10 nations les plus médaillées après les Jeux de 2023.
| Rang | Nation                 | Or   | Argent | Bronze | Total |
| ---- | ---------------------- | ---- | ------ | ------ | ----- |
| 1    | États-Unis             | 2064 | 1542   | 1107   | 4713  |
| 2    | Cuba                   | 908  | 620    | 596    | 2124  |
| 3    | Canada                 | 491  | 721    | 855    | 2067  |
| 4    | Brésil                 | 384  | 402    | 590    | 1376  |
| 5    | Argentine              | 326  | 366    | 468    | 1160  |
| 6    | Mexique                | 258  | 324    | 565    | 1147  |
| 7    | Colombie               | 136  | 170    | 262    | 568   |
| 8    | Venezuela              | 102  | 220    | 296    | 618   |
| 9    | Chili                  | 57   | 110    | 169    | 336   |
| 10   | République dominicaine | 40   | 75     | 129    | 244   |